# 索法泽斯
索法泽斯（希臘語：Σοφάδες）是希腊色萨利大区卡尔季察专区的市镇。市镇面积为720.8平方公里，2021年人口数量为16,927人。
现今范围的市镇设立于2011年地方政府改革中，由原5个市镇合并而成，原市镇则成为此市镇的5个市区。索法泽斯市区（即原索法泽斯市镇）的面积为241.255平方公里，2021年人口数量为10,591人。

## 人口数据
| 年份 | 同名社区 | 同名市区 | 整个市镇 |
| ---- | -------- | -------- | -------- |
| 1981 | 5,078    | -        | -        |
| 1991 | 5,415    | -        | -        |
| 2001 | 6,106    | 12,215   | -        |
| 2011 | 6,056    | 11,153   | 18,864   |
| 2021 | 6,269    | 10,591   | 16,927   |